# Kankakee
Kankakee är en ort i Kankakee County i delstaten Illinois, USA. Kamkakee är administrativ huvudort (county seat) i Kankakee County. 